# Rattus jobiensis
Rattus jobiensis — один з видів гризунів роду пацюків (Rattus).

## Поширення
Цей вид обмежений островами Япен, Біак-Супіорі й Ові Індонезії. Його вертикальний діапазон від рівня моря до 600 м над рівнем моря. Був зафіксований у вологих тропічних лісах, на узліссі, в сільських садах і в селах.

## Морфологічні особливості
Великий гризун, завдовжки 215—260 мм, хвіст — 168—212 мм, стопа — 43,7 — 47,7 мм, вухо — 22,3 — 23,3 мм. Вага досягає 500 грамів.

## Зовнішність
Хутро шорстке і покрите колючими волосками. Верхні частини темно-коричневі, а вентральні частини жовтувато-білі, іноді червоні на грудях та підборідді. Вуха темні і посипані дрібними коричневими волосками. Вібриси завдовжки до 70 мм. Хвіст коротший за голову і тіло, він рівномірно темно-коричневий і тонко покритий дрібними коричневими волосками. У самиць з островів Япен і Ові є пара грудних сосків і дві пахові пари, а інші мають додаткову пару постпахвових сосків.

## Загрози та охорона
Цей вид знаходиться під загрозою вирубки природних лісів, особливо на острові Біак. Можливо, йому загрожує конкуренція з введеним Rattus rattus. Невідомо, чи живе в будь-якій з охоронних територій.